# Melissa Joan Hart

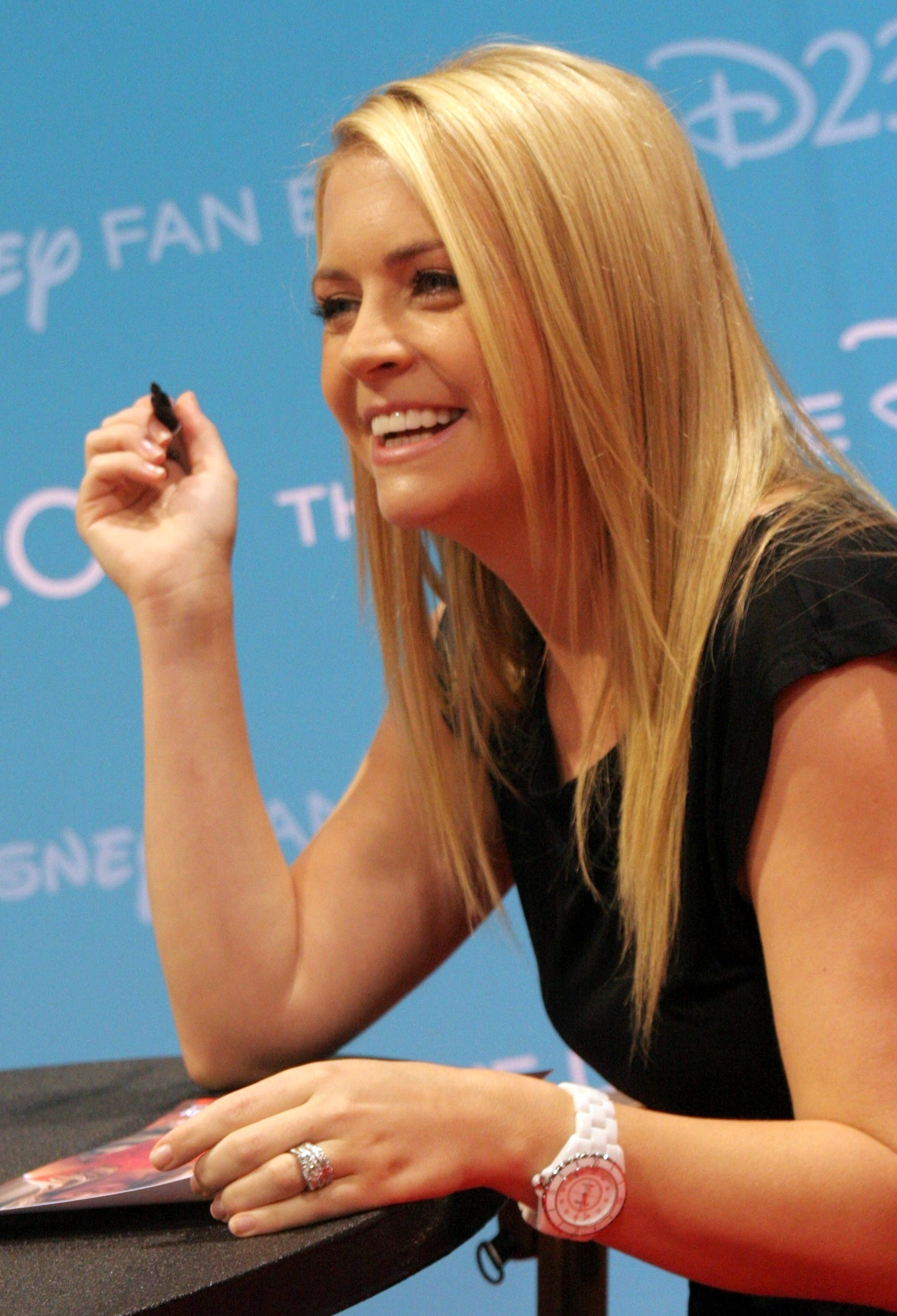
Melissa Joan Hart (2011)

Melissa Joan Catherine Hart, verheiratet Melissa Joan Hart-Wilkerson (* 18. April 1976 in Smithtown, Long Island, New York) ist eine US-amerikanische Schauspielerin, Synchronsprecherin, Filmproduzentin und Regisseurin.

## Leben und Karriere
Hart ist die Tochter der Produzentin Paula und des Unternehmers William Hart. Ihre jüngere Schwester ist die Schauspielerin Emily Hart. Insgesamt hat sie sechs Schwestern (davon drei Halbschwestern) und einen Bruder. Sie wurde nach dem Allman-Brothers-Song Melissa benannt. Ihr zweiter Vorname Joan stammt von ihrer Großmutter und ihren dritten Vornamen Catherine wählte sie selbst als Firmungsnamen. Sie studierte an der New York University Kunst und Literatur, schloss ihr Studium jedoch nicht ab. Sie spricht fließend französisch.

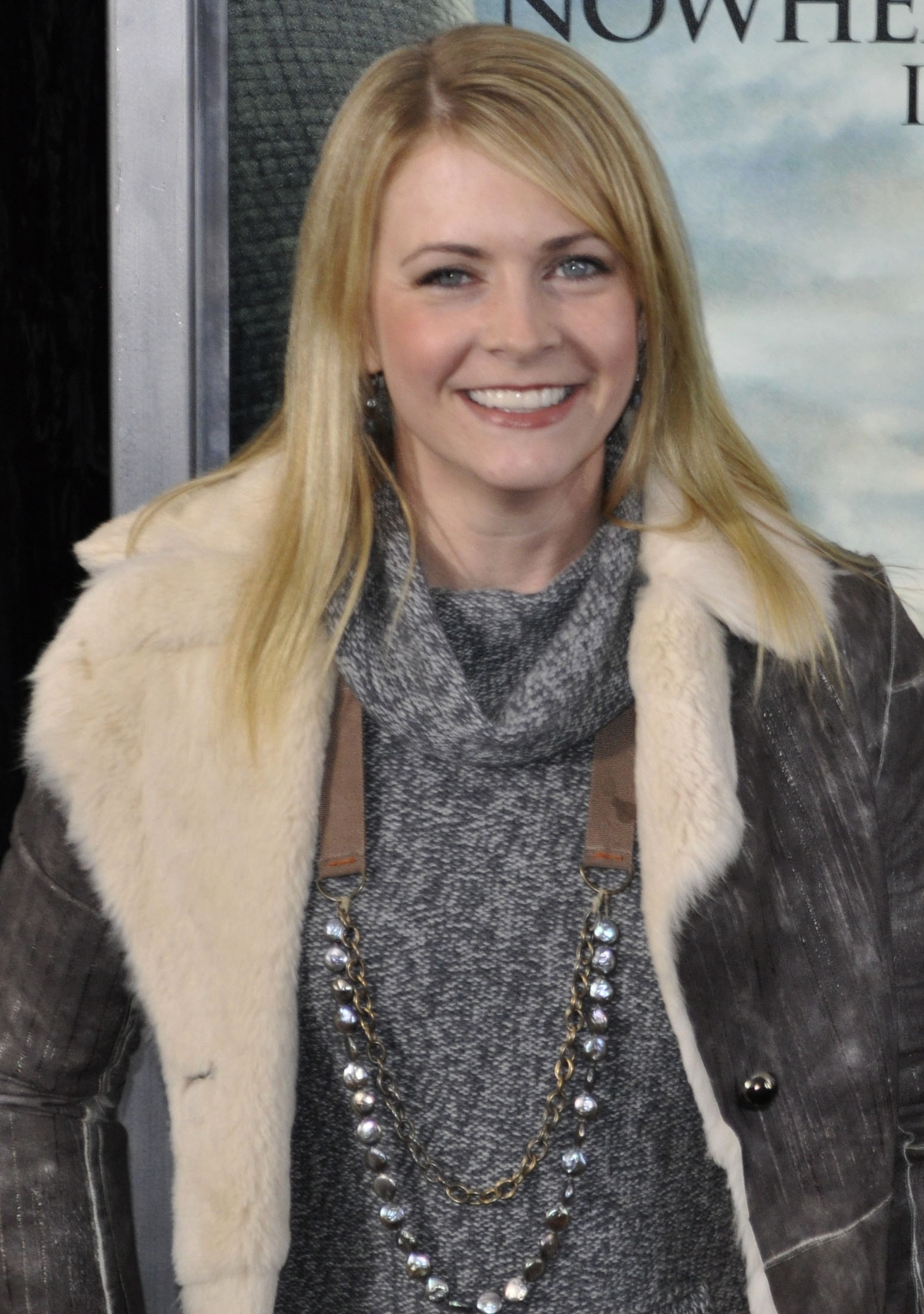
Hart in New York City (2010)

Im deutschsprachigen Raum wurde Hart insbesondere durch die Fernsehserien Clarissa und Sabrina – Total Verhext! bekannt, die auf sie zugeschnitten waren. Ferner stand sie bereits mit vier Jahren zum ersten Mal für eine Werbesendung vor der Kamera und drehte in den USA mehrere Kinofilme. Sie ist auch in dem Musikvideo zu (You Drive Me) Crazy von Britney Spears zu sehen. Viele ihrer Filme oder andere Projekte wurden in Europa nicht veröffentlicht, so dass ihr Bekanntheitsgrad in den USA weitaus höher blieb. Zudem spielte sie von 2010 bis 2015 eine der Hauptrollen in der Sitcom Melissa & Joey.
Im April 2023 nahm Hart als Lamp an der neunten Staffel der US-amerikanischen Version von The Masked Singer teil, in der sie den siebten Platz erreichte.
Meistens wird Hart von Sonja Reichelt synchronisiert.
Melissa Joan Hart führte Regie bei jeweils einigen Folgen von ihren eigenen Serien sowie bei einzelnen Folgen von z. B. Young Sheldon, Die Goldbergs und Schooled.

## Privat
Im Juli 2003 heiratete Hart den Musiker Mark Wilkerson und trägt bürgerlich seitdem den Doppelnamen Hart-Wilkerson. In der Öffentlichkeit tritt sie weiterhin als Melissa Joan Hart auf. Das Paar hat drei Söhne (* 2006, * 2008 und * 2012).

## Filmografie (Auswahl)
- 1985: ABC Weekend Specials (Fernsehserie, Folge 9x01)
- 1985: Kain und Abel (Kane & Abel, Fernsehserie, Folge 1x02)
- 1986: Der Equalizer (The Equalizer, Fernsehserie, Folge 1x17)
- 1986: Christmas Snow (Fernsehfilm)
- 1991–1994: Clarissa (Clarissa Explains It All, Fernsehserie, 65 Folgen)
- 1993: Grusel, Grauen, Gänsehaut (Are You Afraid of the Dark?, Fernsehserie, Folge 2x07)
- 1995: Clarissa (Fernsehfilm)
- 1995: Hilfe, meine Familie spinnt (Family Reunion: A Relative Nightmare, Fernsehfilm)
- 1995: Ein Hauch von Himmel (Touched by an angel, Fernsehserie, Folge 2x05)
- 1996: Süße 17, tödliches Biest (Twisted Desire, Fernsehfilm)
- 1996: Sabrina und die Zauberhexen (Fernsehfilm)
- 1996–2003: Sabrina – Total Verhext! (Sabrina, the Teenage Witch, Fernsehserie, 163 Folgen, Regie in 9 Folgen)
- 1997: Das Leben und Ich (Boy Meets World, Fernsehserie, Folge 5x05, Die Hexen von Pennbrook)
- 1997: Teen Angel (1x07, Bob mit dem Hundeblick)
- 1997: Groovy Connection – Zauberhafte Geschwister (The Right Connections, Fernsehfilm)
- 1997: Mayday im Pazifik – Urlaub in der blauen Hölle (Two Came Back, Fernsehfilm)
- 1997: Clueless – Die Chaos-Clique (Fernsehserie, Folge 1x17, Mister Fehlerlos)
- 1997: Bezaubernder Dschinni (You Wish, Fernsehserie, Folge 1x07, Denn sie wissen nicht, was sie tun)
- 1998: Silencing Mary (Fernsehfilm)
- 1998: Sabrina verhext in Rom (Sabrina Goes to Rome, Fernsehfilm)
- 1998: Ich kann’s kaum erwarten! (Can’t Hardly Wait)
- 1999: Die wilden Siebziger (That ‘70s Show, Fernsehserie, Folge 2x09)
- 1999: Drive Me Crazy
- 1999: Sabrina verhext Australien (Sabrina, Down Under, Fernsehfilm)
- 2001: Backflash
- 2001: Nicht noch ein Teeniefilm (Not Another Teen Movie)
- 2002: Hold On (Kurzfilm)
- 2003: Rent Control (Fernsehfilm)
- 2006: Jesus, Mary and Joey
- 2006: Dirtbags (Fernsehfilm)
- 2007: Law & Order: Special Victims Unit (Fernsehserie, Folge 9x03)
- 2007: Weihnachten in Handschellen (Holiday in Handcuffs, Fernsehfilm)
- 2008: Whispers and Lies (Fernsehfilm)
- 2009: Die Schein-Hochzeit (My Fake Fiance, Fernsehfilm)
- 2010: Nine Dead
- 2010–2015: Melissa & Joey (Fernsehserie, 104 Folgen, Regie in 6 Folgen)
- 2011: Satin
- 2014: Santa Con (auch Regie)
- 2014: Detective Laura Diamond (The Mysteries of Laura, Fernsehserie, Folge 1x21)
- 2016: Gott ist nicht tot 2 (God’s Not Dead 2)
- 2016: Broadcasting Christmas (Fernsehfilm)
- 2017: The Watcher in the Woods (Fernsehfilm, Regie)
- 2017: A Very Merry Toy Store
- 2018: Die Goldbergs (The Goldbergs, Fernsehserie, 2 Folgen, Regie)
- 2018: Bobcat Goldthwait’s Misfits & Monsters (Fernsehserie, Folge 1x04)
- 2018: Ein Nussknacker zum Küssen (A Very Nutty Christmas, Fernsehfilm)
- 2019: Nick für ungut (No Good Nick, Fernsehserie, 20 Folgen)
- 2019: Christmas Reservations
- 2020: Die Goldbergs (The Goldbergs, Fernsehserie, Folge 7x08)
- 2020: The Expanding Universe of Ashley Garcia (Fernsehserie, Folge 1x07, Regie)
- 2020: Schooled (Fernsehserie, Folge 2x18, Regie)
- 2020: The Big Show Show (Fernsehserie, Folge 1x09, Regie)
- 2020: Dear Christmas (Fernsehfilm)
- 2020–2021: Young Sheldon (Fernsehserie, 4 Folgen, Regie)
- 2021: Mistletoe in Montana (Fernsehfilm)
- 2022: iCarly (Fernsehserie, Regie)
- 2022: Dirty Little Secret
- 2023: The Masked Singer (Fernsehsendung, Teilnehmerin Staffel 9, 7. Platz)
- 2023: Would You Kill for Me? The Mary Bailey Story (Fernsehfilm)
- 2024: The Bad Guardian

### Synchronarbeiten
- 1998: Superman (Superman: The Animated Series, Folge: New Kids in Town)
- 1998: Sabrina – total verhext! (Sabrina, the Teenage Witch, Folge: Spellbound)
- 1999–2000: Simsalabim Sabrina (Sabrina the Animated Series)
- 2000: Santa Maus und die Rentierratten (Santa Mouse and the Ratdeer)
- 2000: Batman of the Future: Der Joker kommt zurück (Batman Beyond: Return of the Joker)
- 2001: Disneys Große Pause: Die geheime Mission (Recess: School’s Out)
- 2005: Die Liga der Gerechten (Justice League, Folge: The Once and Future Thing, Part Two: Time, Warped)
- 2005, 2012: Robot Chicken (Fernsehserie, 2 Folgen)
- 2017: CarGo – Ein kleiner Sportwagen mit großem Herz (CarGo)
- 2019: Willkommen bei den Louds (The Loud House, 3 Folgen)
- 2020–2022: Die Casagrandes (The Casagrandes, 7 Folgen)

## Hörbücher
- 2013: Melissa Explains It All: Tales from My Abnormally Normal Life (Autorenlesung), Macmillan Audio, ISBN 978-1-4272-3299-1